# 야사 (음식)
야사(카자망스 크리올: yassa)는 세네갈을 비롯한 서아프리카 지역에서 먹는 냐리 친이다. 닭고기나 다른 고기 또는 생선을 양파와 함께 매콤새콤한 양념에 재어 뒀다가 익혀 만든다. 닭고기 야사가 기니의 국민 음식이기도 하다.

## 만들기
고기 또는 생선을 양파와 함께 레몬 즙 또는 라임 즙, 기름, 머스터드, 마늘과 고추 등 향신채, 월계수 잎 등을 넣어 만든 마리네이드에 재어 뒀다가, 고기를 꺼내 기름에 지지고, 고기를 지진 팬에 양파를 볶다가 고기를 다시 넣고 남은 양념과 닭육수 등을 부어어 졸여 낸다. 올리브 등을 넣어 함께 익히기도 한다. 주로 쌀밥과 함께 먹는다.

## 사진

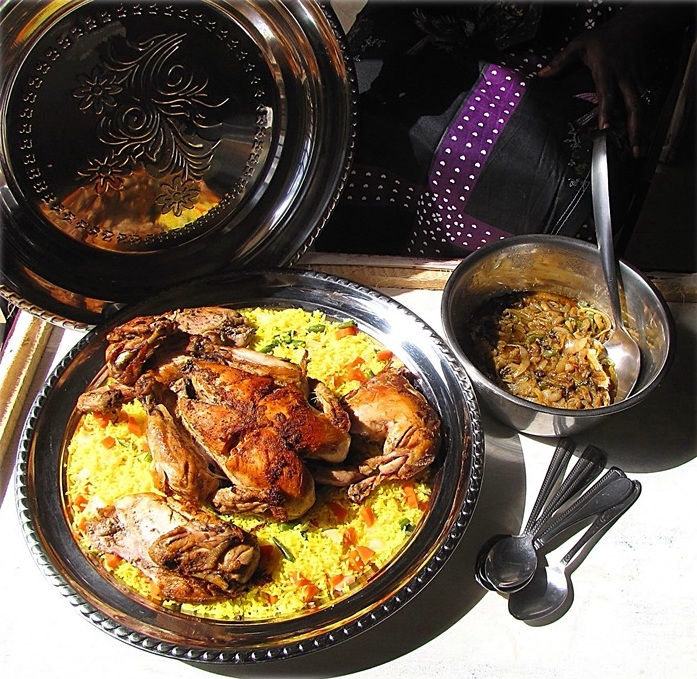
닭고기 야사
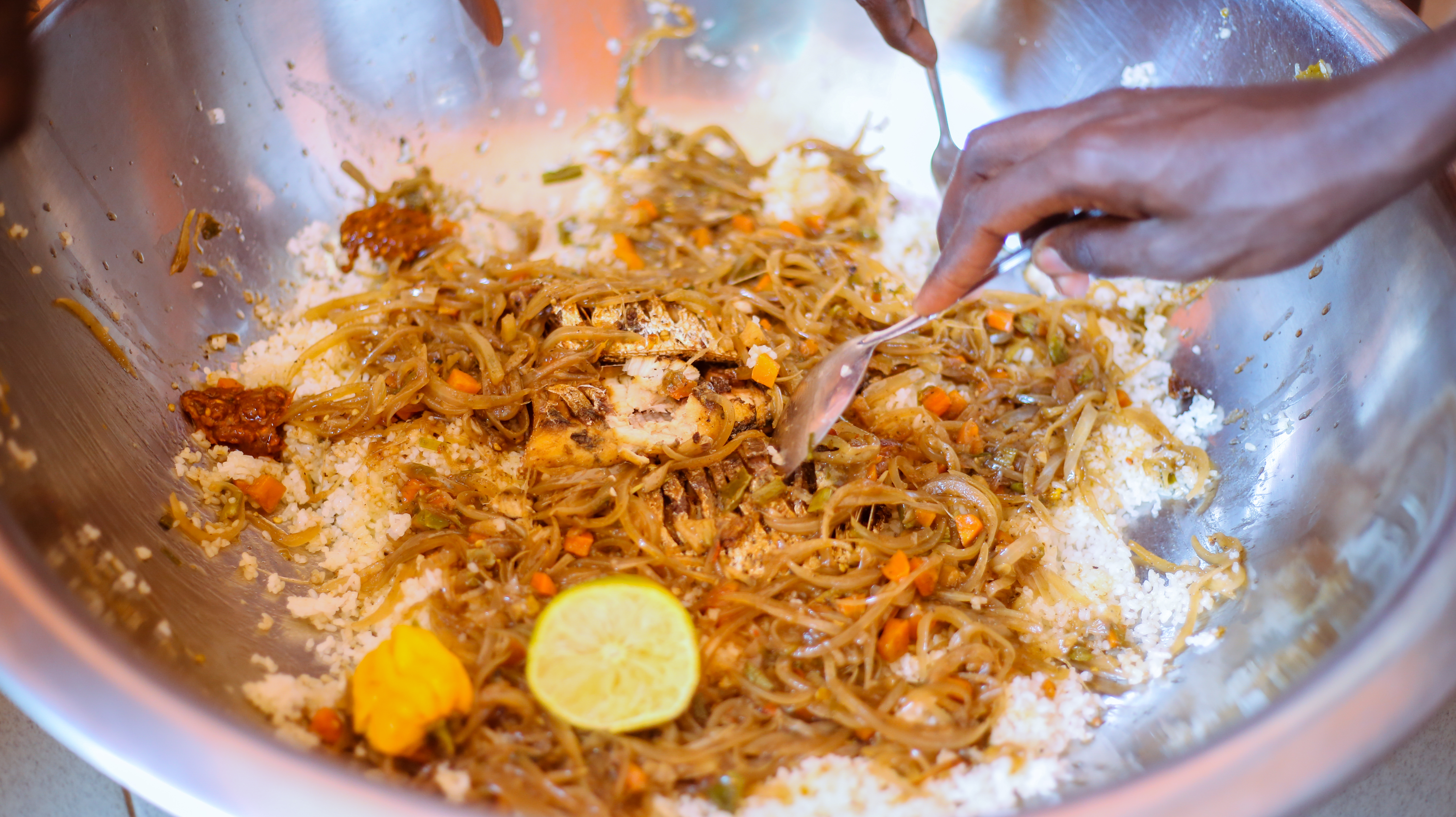
생선 야사
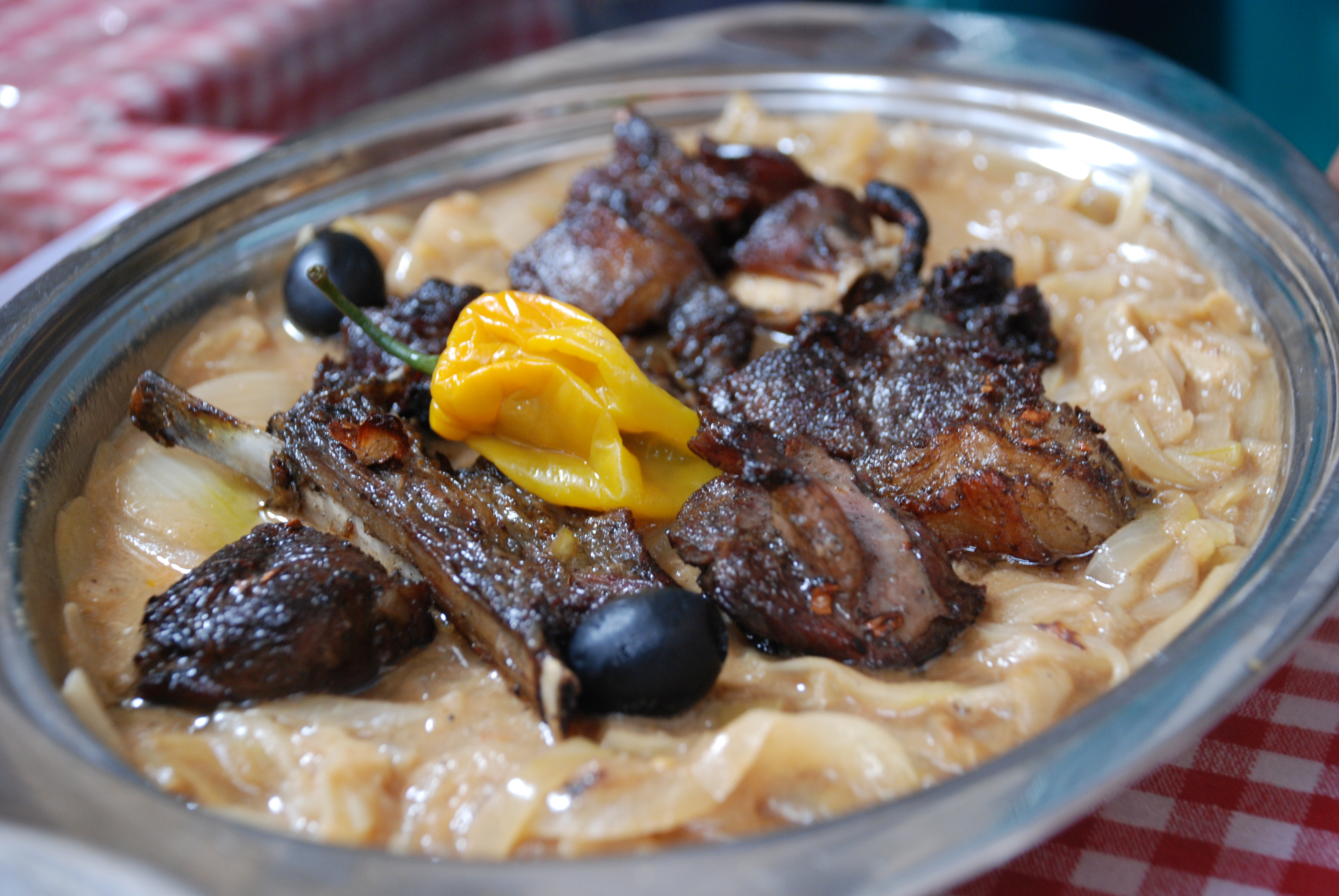
양고기 야사

## 같이 보기
- 체부 전